# Sphaceloma perseae
Sphaceloma perseae är en svampart som beskrevs av Jenkins 1934. Sphaceloma perseae ingår i släktet Sphaceloma och familjen Elsinoaceae.   Inga underarter finns listade i Catalogue of Life.